# 別涅季基夫齊
48°29′8″N 22°34′46″E / 48.48556°N 22.57944°E
別涅季基夫齊（烏克蘭語：Бенедиківці），是烏克蘭的村落，位於該國西部外喀爾巴阡州，由穆卡切沃區負責管轄，面積1.02平方公里，海拔高度117米，2001年人口724，人口密度每平方公里713.3人。